# Egypte op de Olympische Zomerspelen 1948
Egypte nam deel aan de Olympische Zomerspelen 1948 in Londen, Engeland. Met twee keer goud en twee keer zilver zijn dit de meest succesvolle Spelen tot op heden.

## Medailleoverzicht
| Sport         | Olympiër      | Discipline               | Medaille |
| ------------- | ------------- | ------------------------ | -------- |
| Gewichtheffen | Mahmoud Fayad | –60kg (m)                | Goud     |
| Gewichtheffen | Ibrahim Shams | –67,5kg (m)              | Goud     |
| Gewichtheffen | Attia Hamouda | –67,5kg (m)              | Zilver   |
| Worstelen     | Ali Hassan    | -57kg Grieks-Romeins (m) | Zilver   |
| Worstelen     | Ibrahim Orabi | -87kg Grieks-Romeins (m) | Brons    |

## Deelnemers en resultaten

### Atletiek
| Olympiër       | Discipline   | Resultaat | Prestatie    |
| -------------- | ------------ | --------- | ------------ |
| Sayed Moukhtar | 100m (m)     | series    | serie 7: 5de |
| Rashid Khadr   | 800m (m)     | series    | serie 1: 6de |
| Sayed Moukhtar | tienkamp (m) | 28e       | 5031 punten  |

### Basketbal
| Olympiër | Discipline | Resultaat | Prestatie |
| --- | ---------- | --------- | --- |
| Youssef Mohamed Abbas Youssef Abou Ouf Fouad Abdel Meguid Abu el Kheir Armand Philippe Catafago Mahmoud Gamal el Leissy Albert Fahmy Tadros Mohamed Habib Abdelrahman Ismail Hafez Robert Makzoume Hassan Moawad Medhat Youssef Mohamad Hussein Kamal Montassir Ahmed Nessim Mohamed Soliman | mannen     | 19e       | groep C: 5de V van Argentinië: 38-57 V van Peru: 27-52 V van Tsjecho-Slowakije: 38-52 V van Verenigde Staten: 28-66 W van Zwitserland: 31-29 17-20ste plek: V van Italië: 33-35 19-20ste plek: W van Groot-Brittannië: 50-18 |

| Groep C |                   |             |             |             |            |            |            |        |
| #       | Land              | Wedstrijden | Wedstrijden | Wedstrijden | Doelpunten | Doelpunten | Doelpunten | Punten |
| #       | Land              | G           | W           | V           | V          | T          | Saldo      | Punten |
| 1       | Verenigde Staten  | 5           | 5           | 0           | 325        | 167        | +158       | 10     |
| 2       | Tsjecho-Slowakije | 5           | 4           | 1           | 217        | 190        | +27        | 9      |
| 3       | Argentinië        | 5           | 3           | 2           | 236        | 199        | +37        | 8      |
| 4       | Peru              | 5           | 2           | 3           | 198        | 187        | +11        | 7      |
| 5       | Egypte            | 5           | 1           | 4           | 162        | 256        | -94        | 6      |
| 6       | Zwitserland       | 5           | 0           | 5           | 120        | 269        | -149       | 5      |

| Ronde         | Plaats            | Land  | Score       | Land |
| ------------- | ----------------- | ----- | ----------- | ---- |
| Groepsfase    |                   |       |             |      |
| Londen        | Argentinië        | 57-38 | Egypte      |      |
| Londen        | Peru              | 52-27 | Egypte      |      |
| Londen        | Tsjecho-Slowakije | 52-38 | Egypte      |      |
| Londen        | Verenigde Staten  | 66-28 | Egypte      |      |
| Londen        | Egypte            | 31-29 | Zwitserland |      |
| 17-20ste plek |                   |       |             |      |
| Londen        | Italië            | 35-33 | Egypte      |      |
| 19-20ste plek |                   |       |             |      |
| Londen        | Groot-Brittannië  | 18-50 | Egypte      |      |

### Boksen
| Olympiër            | Discipline | Resultaat | Prestatie                                                  |
| ------------------- | ---------- | --------- | ---------------------------------------------------------- |
| Mohamed Hamouda     | -58kg (m)  | 17e       | 1ste ronde: V van AUS Birks                                |
| Ezz El-Din Nasir    | -62kg (m)  | 17e       | 1ste ronde: V van CEY Gray: gediskwalificeerd              |
| Gharib Afifi        | -67kg (m)  | 17e       | 1ste ronde: V van IRL Foran                                |
| Moustafa Fahim      | -73kg (m)  | 9e        | 1ste ronde: W van ESP Oliver 2de ronde: V van NED Schubart |
| Mohamed El-Minabawi | -80kg (m)  | 9e        | 1ste ronde: vrij 2de ronde: V van AUS Holmes: knock-out    |

### Gewichtheffen
| Olympiër              | Discipline  | Resultaat | Prestatie                                                                                        |
| --------------------- | ----------- | --------- | ------------------------------------------------------------------------------------------------ |
| Abdel Hamid Yacout    | -56kg (m)   | 11e       | drukken: 16de met 75kg trekken: 6de met 85kg stoten: 5de met 112,5kg totaal: 272,5kg             |
| Ibrahim El-Dessouki   | -60kg (m)   | 12e       | drukken: 8ste met 87,5kg trekken: 12de met 90kg stoten: 13de met 115kg totaal: 292,5kg           |
| Mahmoud Fayad         | -60kg (m)   | Goud      | drukken: 5de met 92,5kg trekken: 1ste met 105kg (WR) stoten: 1ste met 135kg (WR) totaal: 332,5kg |
| Attia Mohammed        | -67,5kg (m) | Zilver    | drukken: 2de met 105kg trekken: 2de met 110kg stoten: 2de met 145kg totaal: 355kg                |
| Ibrahim Shams         | -67,5kg (m) | Goud      | drukken: 6de met 97,5kg trekken: 1ste met 115kg (OR) stoten: 1ste met 147,5kg (OR) totaal: 360kg |
| Khadr El-Touni        | -75kg (m)   | 4e        | drukken: 2de met 120kg trekken: 3de met 117,5kg stoten: 4de met 142,5kg totaal: 380kg            |
| Mohamed Ibrahim Saleh | -82,5kg (m) | 11e       | drukken: 14de met 97,5kg trekken: 6de met 112,5kg stoten: 7de met 140kg totaal: 360kg            |
| Hanafi Moustafa       | +82,5kg (m) | 5e        | drukken: 5de met 120kg trekken: 5de met 115kg stoten: 7de met 150kg totaal: 385kg                |

### Roeien
| Olympiër         | Discipline | Resultaat | Prestatie                                          |
| ---------------- | ---------- | --------- | -------------------------------------------------- |
| Mohamed El-Sayed | skiff (m)  | 11e       | serie 4: 3de in 8.01,4 herkansingen: 2de in 7.44,8 |

### Schermen
| Olympiër                                                                                                  | Discipline      | Resultaat | Prestatie |
| --- | --------------- | --------- | --- |
| Jean Asfar                                                                                                | degen (m)       | 30e       | 1ste ronde groep 8: 4de met 1 overwinning kwartfinale 6: 5de met 2 overwinningen                                          |
| Mohamed Abdel Rahman                                                                                      | degen (m)       | 32e       | 1ste ronde groep 1: 2de met 4 overwinningen kwartfinale 2: 6de met 3 overwinningen                                        |
| Mahmoud Younes                                                                                            | degen (m)       | 17e       | 1ste ronde groep 7: 4de met 1 overwinning kwartfinale 5: 1ste met 4 overwinningen halve finale 2: 9de met 1 overwinning   |
| Salah Dessouki Jean Asfar Mahmoud Younes Mohamed Abdel Rahman Osman Abdel Hafeez                          | degen team (m)  | 9e        | 1ste ronde groep 6: 1ste met 1 overwinning kwartfinale 2: 3de met 1 overwinning                                           |
| Osman Abdel Hafeez                                                                                        | floret (m)      | 13e       | 1ste ronde groep 7: 4de met 3 overwinningen kwartfinale 3: 4de met 4 overwinningen halve finale 1: 7de met 1 overwinning  |
| Hassan Hosni Tawfik                                                                                       | floret (m)      | 21e       | 1ste ronde groep 5: 4de met 4 overwinningen kwartfinale 1: 6de met 2 overwinningen                                        |
| Mahmoud Younes                                                                                            | floret (m)      | 28e       | 1ste ronde groep 2: 3de met 4 overwinningen kwartfinale 4: 7de met 1 overwinning                                          |
| Osman Abdel Hafeez Salah Dessouki Mahmoud Younes Mohamed Zulficar Hassan Hosni Tawfik Mahmoud Ahmed Abdin | floret team (m) | 5e        | 1ste ronde groep 1: 2de met 1 overwinning kwartfinale 4: 1ste met 1 overwinning halve finale 2: 4de met 0 overwinningen   |
| Ahmed Abou-Shadi                                                                                          | sabel (m)       | 25e       | 1ste ronde groep 3: 3de met 4 overwinningen kwartfinale 1: 6de met 2 overwinning                                          |
| Salah Dessouki                                                                                            | sabel (m)       | 14e       | 1ste ronde groep 1: 1ste met 4 overwinningen kwartfinale 3: 3de met 4 overwinningen halve finale 1: 7de met 1 overwinning |
| Mohamed Zulficar                                                                                          | sabel (m)       | 33e       | 1ste ronde groep 7: 3de met 3 overwinningen kwartfinale 4: 9de met 0 overwinningen                                        |
| Salah Dessouki Mohamed Zulficar Mahmoud Younes Ahmed Abou-Shadi                                           | sabel team (m)  | 5e        | 1ste ronde groep 1: 1ste met 1 overwinning kwartfinale 1: 3de met 0 overwinningen                                         |

### Schoonspringen
| Olympiër           | Discipline    | Resultaat | Prestatie     |
| ------------------ | ------------- | --------- | ------------- |
| Kamal Ali Hassan   | 3m plank (m)  | 7e        | 119,90 punten |
| Mohamed Ibrahim    | 3m plank (m)  | 22e       | 97,52 punten  |
| Ismail Ahmed Ramzi | 3m plank (m)  | 15e       | 110,18 punten |
| Mohamed Allam      | 10m toren (m) | 24e       | 77,92 punten  |
| Kamal Ali Hassan   | 10m toren (m) | 12e       | 95,33 punten  |
| Rauf Abdul Seoud   | 10m toren (m) | 22e       | 85,85 punten  |

### Turnen
| Olympiër | Discipline               | Resultaat | Prestatie      |
| --- | ------------------------ | --------- | -------------- |
| Mahmoud Abdel-Aal | meerkamp individueel (m) | 95e       | 167,50 punten  |
| Moustafa Abdelal | meerkamp individueel (m) | 86e       | 177,70 punten  |
| Mohamed Aly | meerkamp individueel (m) | 94e       | 168,65 punten  |
| Ahmed Khalil El-Giddawi | meerkamp individueel (m) | 107e      | 148,85 punten  |
| Ali El-Hefnawi | meerkamp individueel (m) | 93e       | 169,55 punten  |
| Ahmed Khalaf Ali | meerkamp individueel (m) | 88e       | 177,15 punten  |
| Mohamed Roushdi | meerkamp individueel (m) | 87e       | 177,35 punten  |
| Ali Zaky | meerkamp individueel (m) | 82e       | 187,55 punten  |
| Mahmoud Abdel-Aal Moustafa Abdelal Mohamed Aly Ahmed Khalil El-Giddawi Ali El-Hefnawi Ahmed Khalaf Ali Mohamed Roushdi Ali Zaky | meerkamp team (m)        | 13e       | 1057,95 punten |

### Voetbal
| Olympiër | Discipline | Resultaat | Prestatie                                         |
| --- | ---------- | --------- | ------------------------------------------------- |
| Mohamed Abou Habaga Hanafy Bastan El-Sayed El-Dhizui Mohamed El-Guindi Ahmed Mekkawi Yehia Emam Abdel Aziz El-Hammami Helmi Mahati Hussein Madkour Abdel-Karim Sakr Fouad Sedki Mohamed Diab El-Attar "Diba" Kamal El-Sabbagh Mohamed Ali El-Zamek Mahmoud Hafez Mahmoud Hamdi Kamal Hamed Galal Keraitem Mohamed Ahmed Mekhimar Ali Sayed Osman Mohamed Sheta Yosri Ahmed Soliman | mannen     | 9e        | voorronde: vrij 1ste ronde: V van Denemarken: 1-3 |

### Waterpolo
| Olympiër | Discipline | Resultaat | Prestatie |
| --- | ---------- | --------- | --- |
| Ahmed Fouad Nessim Taha El-Gamal Mohamed Khadry Mohamed Haraga Dorri Abdel Kader Abdel Aziz Khalifa Samir Gharbo Mohamed Hemmat | mannen     | 7e        | groep E: 2de V van Hongarije: 2-5 G van Groot-Brittannië: 3-3 2de ronde groep J: 2de G van Frankrijk: 3-3 G van Argentinië: 4-4 halve finale groep L: 4de V van Italië: 1-5 |

### Worstelen
| Olympiër                    | Discipline  | Resultaat   | Prestatie |
| Vrije stijl                 | Vrije stijl | Vrije stijl | Vrije stijl |
| --------------------------- | ----------- | ----------- | --- |
| Mohamed Abdel Hamid El-Ward | -52kg (m)   | 10e         | 1ste ronde: V van SWE Johansson 2de ronde: gediskwalificeerd |
| Sayed Hafez Shehata         | -57kg (m)   | 8e          | 1ste ronde: V van FRA Kouyos 2de ronde: W van CUB Santamaria 3de ronde: V van GBR Cazaux                                                                                   |
| Ibrahim Abdel Hamid         | -62kg (m)   | 8e          | 1ste ronde: W van MEX Bernal 2de ronde: vrij 3de ronde: V van USA Moore 4de ronde: V van SWE Sjölin                                                                        |
| Mohamed Moussa              | -67kg (m)   | 10e         | 1ste ronde: W van IND Singh 2de ronde: V van USA Koll 3de ronde: V van KOR Kim                                                                                             |
| Adel Ibrahim Moustafa       | -73kg (m)   | 11e         | 1ste ronde: V van FRA Leclerc 2de ronde: W van KOR Hwang 3de ronde: V van TUR Doğu                                                                                         |
| Abbas Ahmad                 | -79kg (m)   | 11e         | 1ste ronde: V van RSA Reitz 2de ronde: V van SWE Lindén |
| Mohamed Ragab El-Zaim       | -87kg (m)   | 12e         | 1ste ronde: V van GRE Defteraios 2de ronde: V van ITA Verona |
| Grieks-Romeins              |             |             | |
| Mohamed Abdel-El            | -52kg (m)   | 7e          | 1ste ronde: W van GBR McGuffie 2de ronde: V van ITA Lombardi 3de ronde: V van TUR Olcay                                                                                    |
| Mahmoud Hassan              | -57kg (m)   | Zilver      | 1ste ronde: W van DEN Lejserowitz 2de ronde: W van ITA Suppo 3de ronde: W van AUT Elias 4de ronde: W van ARG Flamini 5de ronde: W van TUR Kaya finale: V van SWE Pettersen |
| El-Sayed Mohamed Kandil     | -62kg (m)   | 6e          | 1ste ronde: V van FIN Talosela 2de ronde: W van NED Dijk 3de ronde: W van GRE Gryllos 4de ronde: V van TUR Oktav                                                           |
| Mohamed Osman               | -67kg (m)   | 11e         | 1ste ronde: V van GRE Petmezas 2de ronde: V van HUN Ferencz |
| Kemal Munir                 | -73kg (m)   | 14e         | 1ste ronde: V van DEN Hansen 2de ronde: V van ITA Rigamonti |
| Abbas Ahmad                 | -79kg (m)   | 10e         | 1ste ronde: V van SWE Grünberg 2de ronde: V van FIN Kinnunen |
| Ibrahim Orabi               | -87kg (m)   | Brons       | 1ste ronde: W van GBR Richmond 2de ronde: W van SUI Dannacher 3de ronde: vrij 4de ronde: V van HUN Kovacs 5de ronde: V van SWE Nilsson                                     |

### Zwemmen
| Olympiër                                                                | Discipline            | Resultaat | Prestatie                                                               |
| ----------------------------------------------------------------------- | --------------------- | --------- | ----------------------------------------------------------------------- |
| Ali Ahmed Bagdadi                                                       | 100m vrije slag (m)   | 28e       | series: 28ste in 1.02,4                                                 |
| Taha Youssef El-Gamal                                                   | 100m vrije slag (m)   | 9e        | series: 8ste in 59,7 halve finale: 8ste in 59,9 finale: 1.00,5          |
| Dorri El-Said                                                           | 100m vrije slag (m)   | 9e        | series: 29ste in 1.02,5                                                 |
| Jack Hakim                                                              | 400m vrije slag (m)   | 39e       | series: 39ste in 5.40,3                                                 |
| Dorri El-Said                                                           | 100m rugslag (m)      | 35e       | serie 5: 4de in 1.19,0                                                  |
| Ahmed Kandil                                                            | 200m schoolslag (m)   | 7e        | series: 3de in 2.45,5 halve finale: 3de in 2.43,7 finale: 7de in 2.47,5 |
| Ali Ahmed Bagdadi Ahmed Kandil Taha El-Gamal Mohamed Abdel Aziz Khalifa | 4x200m vrije slag (m) | 12e       | serie 2: 7de in 10.25,0                                                 |

Afghanistan · Argentinië · Australië · België · Bermuda · Birma · Brazilië · Brits-Guiana · Canada · Ceylon · Chili · Colombia · Cuba · Denemarken · Egypte · Filipijnen · Finland · Frankrijk · Griekenland · Groot-Brittannië · Hongarije · Ierland · IJsland · India · Irak · Iran · Italië · Jamaica · Joegoslavië · Libanon · Liechtenstein · Luxemburg · Malta · Mexico · Monaco · Nederland · Nieuw-Zeeland · Noorwegen · Oostenrijk · Pakistan · Panama · Peru · Polen · Portugal · Puerto Rico · Republiek China · Singapore · Spanje · Syrië · Trinidad en Tobago · Tsjecho-Slowakije · Turkije · Uruguay · Venezuela · Verenigde Staten · Zuid-Afrika · Zuid-Korea · Zweden · Zwitserland